# Miconia spicellata
Miconia spicellata là một loài thực vật có hoa trong họ Mua. Loài này được Bonpl. ex Naudin mô tả khoa học đầu tiên năm 1851.